# Ludwigia rigida
Ludwigia rigida là một loài thực vật có hoa trong họ Anh thảo chiều. Loài này được (Miq.) Sandwith mô tả khoa học đầu tiên năm 1965.